# 羽曳野市立高鷲南中学校
羽曳野市立高鷲南中学校（はびきのしりつ たかわしみなみちゅうがっこう）は、大阪府羽曳野市にある公立中学校。
羽曳野市立高鷲中学校の学校規模が過大となったため、1977年に同校から分離開校した。
略称は｢高南（たかなん）｣または｢南中（なんちゅう）｣

## 沿革
- 1976年10月 - 羽曳野市立高鷲中学校の分離校を建設することが決定。
- 1977年4月1日 - 羽曳野市立高鷲南中学校として開校。当初は高鷲中学校内に仮校舎を設置して授業をおこなう。
- 1977年9月1日 - 現在地に校舎竣工、移転。
- 1978年4月 - 校歌制定。
- 1978年7月5日 - プール竣工。
- 1979年1月20日 - 校旗制定。
- 1979年3月1日 - 体育館落成。
- 1980年4月 - 養護学級設置。

## 部活動
- 美術部
- 吹奏楽部
- エコロジー部
- 野球部
- サッカー部
- 陸上部
- 卓球部
- 剣道部
- 男子バスケットボール部
- 女子バスケットボール部
- 女子バレー部
- 男子ソフトテニス部
- 女子ソフトテニス部

## 通学区域
- 羽曳野市立高鷲南小学校と羽曳野市立恵我之荘小学校と羽曳野市立高鷲小学校の一部の通学区域。（高鷲学園の生徒も含む）

羽曳野市 南恵我之荘1-8丁目、高鷲1-10丁目。

## 交通
- 近鉄南大阪線 高鷲駅 南へ約320m（徒歩約5分）。